# Élections européennes de 1981 en Grèce
Les élections européennes se sont déroulées le dimanche 18 octobre 1981 en Grèce pour désigner les 24 députés européens au Parlement européen, à la suite de l'intégration du pays à la communauté européenne. Ces députés ont siégé jusqu'aux élections de 1984.

## Résultats
| Parti | Parti                                                                                    | Voix      | %     | Sièges |
| ----- | ---------------------------------------------------------------------------------------- | --------- | ----- | ------ |
|       | Mouvement socialiste panhellénique (PASOK)                                               | 2 278 030 | 40,12 | 10     |
|       | Nouvelle Démocratie (ND)                                                                 | 1 779 462 | 31,34 | 8      |
|       | Parti communiste de Grèce (KKE)                                                          | 729 052   | 12,84 | 3      |
|       | Parti communiste de Grèce (intérieur) (KKE-E)                                            | 300 841   | 5,30  | 1      |
|       | Parti du socialisme démocratique (KODISO) + Parti des fermiers et des travailleurs (KAE) | 241 666   | 4,26  | 1      |
|       | Parti progressiste (KP)                                                                  | 111 245   | 1,96  | 1      |